# Systropus thyriptilotus
Systropus thyriptilotus är en tvåvingeart som beskrevs av Yang 1995. Systropus thyriptilotus ingår i släktet Systropus och familjen svävflugor.
Artens utbredningsområde är Zhejiang (Kina). Inga underarter finns listade i Catalogue of Life.